# Mürschnitzer Sack
Das Naturschutzgebiet Mürschnitzer Sack liegt im Landkreis Sonneberg in Thüringen. Es erstreckt sich westlich von Mürschnitz, einem Ortsteil der Südthüringer Stadt Sonneberg, und östlich von Meilschnitz, einem Stadtteil der oberfränkischen Stadt Neustadt bei Coburg im Landkreis Coburg. Östlich des Gebietes verläuft die B 89, westlich fließt die Meilschnitz. Am westlichen, südlichen und südöstlichen Rand verläuft die Landesgrenze zu Bayern. Westlich, auf bayerischem Gebiet im Landkreis Coburg, erstreckt sich das 31,8 ha große Naturschutzgebiet Meilschnitzwiesen.

## Bedeutung
Das 93,9 ha große Gebiet mit der NSG-Nr. 304 wurde im Jahr 2001 unter Naturschutz gestellt.